# Streek-GR Kust

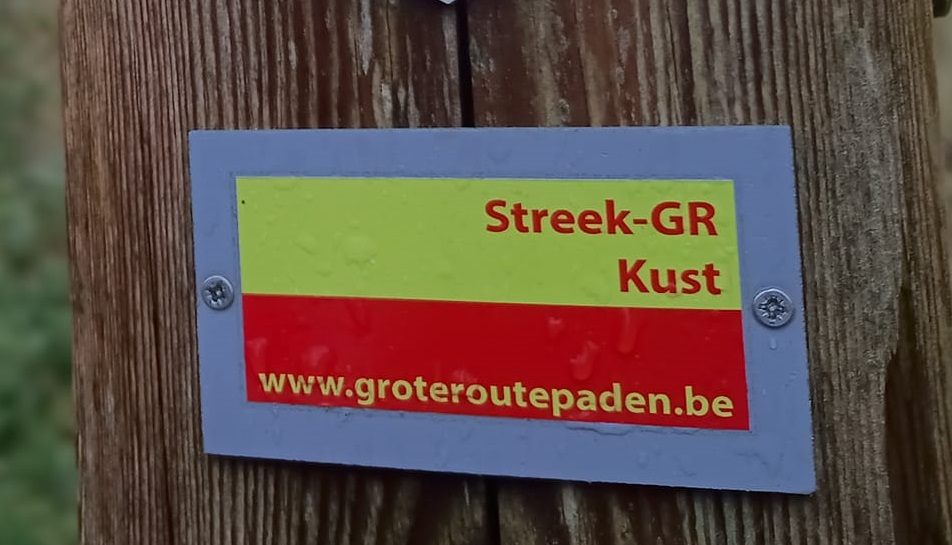
Streek-GR Kust

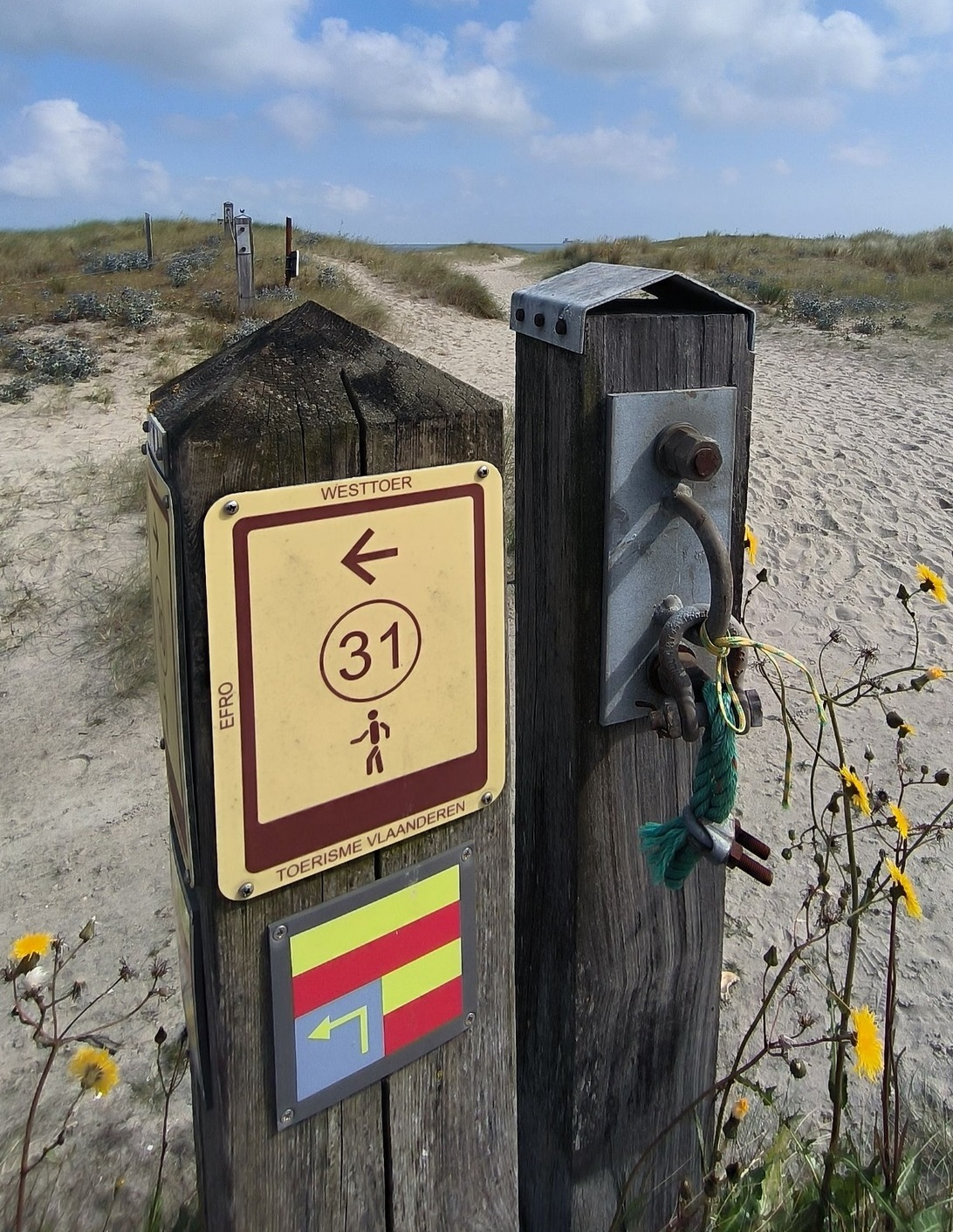
Streek-GR Kust

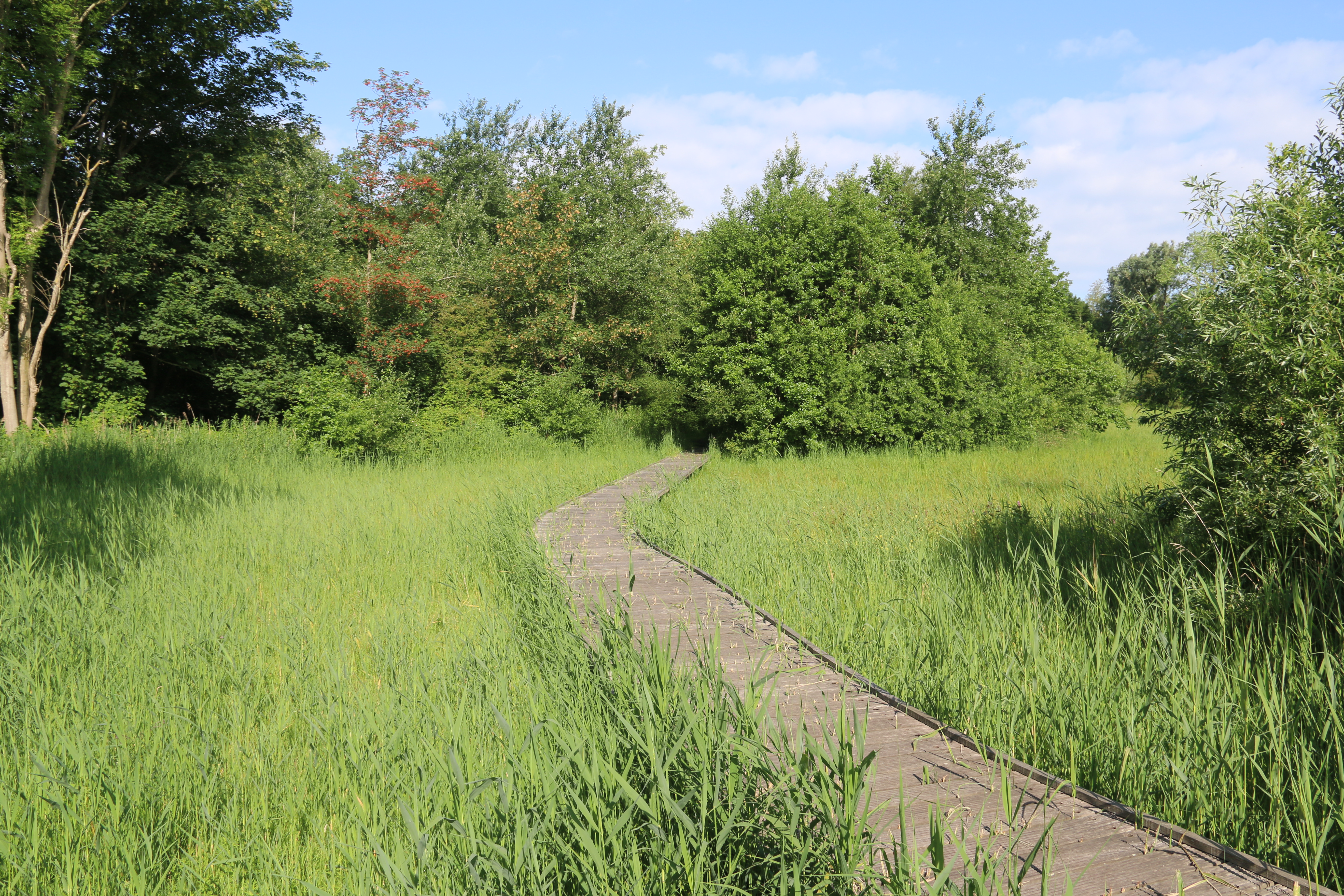
De Streek-GR Kust in de Zwinduinen en -polders

De Streek-GR Kust is een GR-pad in Vlaanderen (circa 103 kilometer). Het streekpad aan de Belgische Kust is bewegwijzerd met geel-rode markeringen (en wit-rode als ze samenloopt met een andere GR).  De route loopt van De Panne naar Knokke-Heist.